# 장성 서씨
장성 서씨(長城徐氏)는 전라남도 장성군을 본관으로 하는 한국의 성씨이다.

## 역사
장성 서씨(長城徐氏)의 시조 서릉(徐稜)은 장성현(長城縣) 사람으로 고려 고종(高宗) 때 모친을 봉양하기 위해 벼슬에도 나아가지 않았다. 모친의 목에 등창이 나서 의원을 청하여 진찰하게 하니 의원이 말하기를, “살아있는 개구리가 아니면 고치기 어렵다.”고 하였다. 서릉이 이르기를, “지금 같은 엄동설한에 살아있는 개구리를 어디서 구한단 말인가? 어머니의 병은 분명 고치지 못하겠구나.”라고 하여 소리쳐 울기를 그치지 않자, 의원이 말하기를, “비록 살아 있는 개구리는 없지만, 우선 약을 지어 시험해 봅시다.”라고 하였다. 그리고 나무 밑에서 약을 볶는데, 갑자기 어떤 물건이 나무 위에서 솥 안에 떨어지니 바로 살아 있는 개구리였다. 의원이 이르기를, “당신 효성이 하늘을 감동시켜 하늘이 이를 내려 주었다. 당신 어머니는 반드시 쾌차할 것이오.”라고 하고, 약을 만들어 등창에 붙이자 과연 나았다.
현대에 들어와 일부는 이천 서씨로 합본하여 절효공파라고 하고, 일부는 장성 서씨를 이어가고 있다.

## 서씨 분파
몽어(夢漁) 서문중(徐文重) 서상공(徐相公)이 대구 서씨 보(大丘 徐氏 譜 – 1702년간) 서문에 이르기를 서씨(徐氏)는 애당초 두 관적(貫籍)이 없었는데 뒤에 8파로 나뉘었으니 이천(利川) 달성(達城) 대구(大丘) 장성(長城) 연산(連山) 남평(南平) 부여(扶餘) 평당(平當) 남양(南陽) 당성(唐城)이 이것이다. 그 분파된 이유인즉 문헌에 증거가 없어 알 수는 없으나 대개 이천(利川)의 선조는 아간공(阿干公) 서신일(徐神逸)이요. 대구(大丘)의 선조는 서한(徐閈)이요. 달성(達城)의 선조는 서진(徐晋)이요. 장성(長城)의 선조는 서능(徐稜 문하시중.종1품)이요. 연산(連山)의 선조는 서보(徐寶 연성군)요. 남평(南平)의 선조는 서린(徐鱗 대광내의령.종1품)이요. 부여(扶餘)의 선조는 서수손(徐秀孫)이요. 평당(平當)의 선조는 서준방(徐俊邦 형부상서.정3품)이요. 남양 서씨(南陽 徐氏)의 선조는 서간(徐趕)이요. 당성 서씨(唐城 徐氏)의 선조는 서득부(徐得富)이니 계파를 따져 보면 모든 서씨(徐氏)가 다 이천(利川)에서 나왔고 나머지 7관(七貫)은 곧 이천(利川)의 별파라 했다. 또 의성(義城) 김씨(金氏)의 족보를 보니 서씨(徐氏)의 선조(先祖)는 기자(箕子)로부터 나왔고 신라말년(新羅末年)의 서신일(徐神逸)이 있었고 고려초에 서목(徐穆)이 있었으니 이천서씨(利川徐氏)는 그 후손이요. 대구(大丘),봉성(峯城),남양(南陽),당성(唐城)이 이천에서 다 같이 나뉘었으니 서신일(徐神逸)의 후손이라 한다. 동국의 서씨(徐氏)는 모두 아간(阿干)을 선조로 함에 의심이 없고 또 몽어(夢漁) 서문중(徐文重)의 박식원견으로 반드시 고증을 거쳐서 그 족보 끝에 썼을 것으로 생각되어 우리 서씨(徐氏)가 타족(他族)과 다른 점이다. 
1742년 이천 서씨(利川徐氏) 문중에서 간행된 족보인 《임술보》(壬戌譜) 서문에는 “무릇 나뭇가지가 천이라도 뿌리는 하나요, 물 갈래가 백이라도 근원은 하나이니 우리나라에 달성(達城), 대구(大丘), 부여(扶餘), 평당(平當), 장성(長城), 연안(延安), 전주(全州), 남평(南平), 남양(南陽), 당성(唐城)의 서씨(徐氏)중에 누가 아간공(阿干公)을 조상으로 해서 나뉜 자가 아니랴. 아간(阿干)공의 줄거리는 이천(利川)이다”라고 쓰여 있어, 부여 서씨(扶餘徐氏)가 이천서씨(利川徐氏)의 한 갈래임을 밝히고 있다. 
이천 서씨(利川徐氏)의 족보 「계미보癸未譜(1763년)」 서문에 보면, 우리나라 서씨(徐氏)는 3관(貫)이 저명한데, 이천조(利川祖)는 아간(阿干) 서신일(徐神逸)이고 부여조(扶餘祖)는 백제의 온조왕(溫祚)이며, 달성조(達成祖)는 소윤(少尹) 서한(徐閈)이라고 했다. 이천 서씨(利川徐氏), 달성 서씨(達城徐氏), 부여 서씨(扶餘徐氏)는 아간대부 서신일(阿干大夫 徐神逸)의 후손이라고 참찬(參贊)을 지낸 달성인 서명응(達城人 徐命膺)이 썼다.

## 본관
장성(長城)은 전라남도 장성군의 지명이다. 본래 백제의 고시이현(古尸伊縣)이다. 신라 경덕왕이 갑성군(岬城郡)으로 개칭하였고, 고려 때 장성(長城)으로 개칭하여 현재에 이르고 있다.

## 과거 급제자
조선시대 문과 급제자는 없고, 무과 급제자 19명, 생원·진사 14명을 배출하였다.
무과
서경묵(徐敬默) 서끝룡(徐唜龍) 서문상(徐文尙) 서상영(徐相英) 서상운(徐尙雲) 
서성좌(徐成佐) 서순만(徐順萬) 서왜톨(徐倭土里) 서인경(徐仁京) 서정문(徐挺文) 
서진번(徐進蕃) 서차선(徐次善) 서창익(徐昌益) 서필화(徐弼華) 서한주(徐漢柱) 
서항(徐) 서확(徐㬦) 서효복(徐效福) 서흠(徐欽)  
생원시
서지언(徐芝彦) 서치홍(徐致弘) 서태수(徐台壽) 서환(徐瓛) 서희익(徐希益) 
진사시
서몽룡(徐夢龍) 서영(徐嶸) 서영적(徐榮頔) 서우녕(徐禹寧) 서학권(徐鶴權) 
서한용(徐漢茸) 서한풍(徐漢豊) 서홍유(徐弘有) 서후용(徐厚容) 
역과
서기룡(徐起龍) 서임룡(徐任龍)    

## 항렬자
26世 정(挺) 현(鉉), 27世 연(衍) 영(泳), 28世 진(震) 동(東),  29世 열(烈) 섭(燮), 30世 재(載) 증(增), 31世 종(鍾) 상(商), 32世 순(淳) 원(源), 33世 식(植) 휴(休), 34世 현(顯) 병(炳), 35世 규(圭) 재(在), 36世 진(鎭) 일(鎰), 37世 수(洙) 연(淵), 38世 상(相) 계(桂), 39世 희(熙) 훈(薰), 40世 요(堯) 경(坰)

## 인구
- 1985년 1,472가구 6,382명
- 2000년 1,540가구 4,832명
- 2015년 10,137명